# Gisela Werbezirk
Gisela Werbezirk (también escrita Werbisek; Bratislava, 8 de abril de 1875 - Hollywood, 15 de abril de 1956) fue una actriz austro-húngara. Durante la mayor parte de su carrera, actuó en teatros de Europa, especialmente en Viena y Berlín, y en un momento fue comparada con la actriz de teatro Marie Dressler. Tras la invasión de Austria, poco antes del inicio de la Segunda Guerra Mundial, emigró con su familia a Estados Unidos como refugiada judía para escapar de la persecución nazi. Llegó a Nueva York a fines de 1938 y actuó en Broadway antes de tener papeles menores en películas de Hollywood. Murió en 1956 debido a una insuficiencia renal.

## Carrera

### Primeros años de vida
Werbezirk nació en Pressburg (ahora Bratislava, Eslovaquia) en 1875 en el seno de una familia judía. Antes de convertirse en actriz de cine, comenzó su carrera como actriz de teatro en Viena, donde interpretó el papel de una mujer «vieja» de 35 años, a pesar de tener solo 15 años en ese momento.

### Carrera escénica
Werbezirk se hizo conocida como actriz de teatro durante más de 35 años en Europa y The Valley Times de California la describió en 1946 como «la comediante más importante de Europa». En toda Europa, fue comparada con la actriz de teatro Marie Dressler. Era más conocida en Viena, donde aparecía en el escenario y era popular entre los asistentes al teatro. Fue una actriz destacada en los teatros judíos de Leopoldstadt, donde ganó reconocimiento por interpretar a viudas fuertes en producciones cómicas. Sus papeles a menudo se comparaban con el estereotipo de la «mamá yidis», una madre controladora que adora a su hijo.
Como muchas mujeres judías de Viena, Werbezirk había emigrado de Europa del Este con el sueño de convertirse en actriz de teatro y recibió elogios de la crítica por su humor y su capacidad para actuar. Sin embargo, su apariencia fue criticada a menudo, y los críticos judíos masculinos sugirieron que era demasiado poco atractiva para interpretar papeles no judíos de manera convincente. A pesar de esto, Werbezirk siguió siendo una actriz respetada y consumada en la escena del teatro judío. En 1921, el periódico austriaco The Bomb la describió como «probablemente la fuerza cómica más fuerte que se puede ver actualmente en un escenario vienés». A fines de 1923, obtuvo uno de sus papeles más exitosos en la obra «Frau Breier aus Gaya», donde interpretó el papel de Sali Breier, una exitosa avícola.
Entre otras ciudades europeas que recorrió estuvo Berlín, desde donde regresó a Viena en 1929 tras una larga estancia. En 1936, tuvo un papel principal en la obra Mizzi en el Deutsches Volkstheater de Viena, donde actuó más de 100 veces en tres teatros de Viena diferentes junto a un reparto coral. Afirmó haber actuado en Irish Rose de Abie en ciudades de Europa más de 1000 veces, tiempo durante el cual, según los informes, fue la actriz de habla alemana mejor pagada.

### Carrera en los Estados Unidos
Habiendo emigrado a Estados Unidos a fines de 1938, Werbezirk esperaba encontrar trabajo de inmediato debido a su popularidad en Europa, sin embargo, nadie la conocía en Estados Unidos y se burlaron de ella debido a su nombre. Durante sus primeros años, actuó en Broadway, y su actuación debut fue el papel principal en una versión en yidis de Queen Mother, en el Teatro Nacional de Nueva York. Otro papel anterior fue una parte importante en Grey Farm, a pesar de que solo tuvo una breve carrera.
También actuó en películas y fue elogiada por su papel de una anciana alemana en la película Women in Bondage de 1943, y la reportera de The Commercial Appeal, Lillard M'Gee, afirmó que dio «una buena cuenta de sí misma». Se cree que interpretó alrededor de 150 papeles, generalmente como una dama mayor, aunque también tuvo muchos papeles menores en películas.

## Vida personal
Werbezirk era judía, y estaba casada con Johann Piffl, quien también actuaba como su manager. Su marido era sobrino de Friedrich Gustav Piffl, cardenal de la Iglesia católica y arzobispo de Viena. Un reportero describió a Piffl como un «hombre muy gordo y hablador». Juntos tuvieron un hijo, Heinrich Piffl, quien luego cambió su nombre a Henry Peever en Estados Unidos.

### Emigración a los Estados Unios
Después de que Alemania invadiera Austria antes del estallido de la Segunda Guerra Mundial, Werbezirk y su familia huyeron a Italia tres días después, ayudados por amigos y familiares. Su apellido era bien conocido y habían viajado a Italia muchas veces antes, lo que les permitió escapar a través de la frontera. Su hijo Heinrich ocupaba un lugar destacado en la «lista negra» de la Gestapo por sus actividades antinazis, además de ser un judío que luchó para el ejército checo. Fue arrestado y deportado a Alemania, pero logró escapar con su familia a Francia y luego a Londres. Según los informes, Werbezirk intentó suicidarse en seis ocasiones después de la invasión de Austria.
Desde Londres, abordaron el SS Île de France como refugiados con destino a Estados Unidos a fines de 1938, donde esperaban estar a salvo de la persecución nazi. Una vez en Estados Unidos, se burlaron de ella por su nombre y finalmente optó por dejar el «Piffl». Si bien el nombre Piffl es honorable en Austria, inicialmente no sabía que tenía un significado en inglés menos deseable («piffle» es un término utilizado para denotar un sinsentido). En una entrevista en 1946, afirmó recibir hasta 20 llamadas de broma al día sobre su nombre, algunas con noticias falsas sobre su hijo, como que había tenido un accidente. A pesar de haber confundido en un momento a un amigo con una persona que llamaba en broma, no quería quitar su número de teléfono de la lista porque temía perder el contacto con sus amigos. Werbezirk finalmente obtuvo la ciudadanía estadounidense y vivió el resto de su vida en los Estados Unidos.

## Muerte
Murió en su casa de insuficiencia renal el 15 de abril de 1956, a la edad de 81 años.

## Filmografía parcial
- Kri-Kri, the Duchess of Tarabac (1920)
- Die Stadt ohne Juden como Kathi (1924)
- Das Kabinett des Dr. Larifari como Hedda Mutz-Kahla, Schriftstellerin (1930)
- When Love Sets the Fashion como Mrs. Kelerman, Budapest (1932)
- The Hunchback of Notre Dame (sin acreditar) (1939)
- Dr. Ehrlich's Magic Bullet (sin acreditar) (1940)
- Girls Under 21 como Mrs. Krupnik (1940)
- So Ends Our Night como The Harpy - Ruth's Roommate (1941)
- That Uncertain Feeling (sin acreditar) (1941)
- Tough As They Come como Mrs. Polashek (1942)
- Chetniks! The Fighting Guerrillas (sin acreditar) (1943)
- Above Suspicion (sin acreditar) (1943)
- Women in Bondage como Rita Rumann (1943)
- Phantom Lady (sin acreditar) (1944)
- The Hairy Ape (sin acreditar) (1944)
- The Seventh Cross (sin acreditar) (1944)
- Wonder Man como Mrs. Schmidt (1945)
- Días sin huella (sin acreditar) (1945)
- A Scandal in Paris como Aunt Ernestine (1946)
- The Dark Corner como Mrs. Schwartz (1946)[19]
- The Brasher Doubloon (sin acreditar) (1947)[2]
- Golden Earrings (sin acreditar) (1947)
- Wallflower (sin acreditar) (1947)
- The Great Sinner (sin acreditar) (1949)
- Bride of the Gorilla como Al-Long (1951)